# Sogndalstrand
Sogndalstrand är en ort i Sokndals kommun i Rogalands kommun i sydvästra Norge. Orten som ingår i tätorten Hauge. Det är också en kulturmiljö, enligt beslut av Norges regering 2005.
Orterna Sogndalstrand och Rekefjord utgjorde 1846–1944 en egen stadskommun med namnet Sogndal. Staden växte under 1600-talet, och var på 1660-talet en viktig kuststad. Den fick ställning som så kallad lastningsplats (norska: ladested) 1798 och blev en viktig hamn med livlig handelsverksamhet. Då gruvdrift började i Sokndal under tidigt 1860-tal blev Rekefjord malmhamn, men gruvdriften lades ned efter tio år. Under 1880-talet hade Sogndalstrand omkring 500 invånare och från orten exporterades makrill, lax och hummer. 
Sogndalstrands trähusbebyggelse delas av älven Sokna. Över älven går Stranda Bru. På den västra Strandasidan ligger stadsmässiga trähus längs med Strandgaten, med sjöhus ut mot älven. På den östra Årossidan byggdes orten upp av gårdstun med odlingsmark och gemensam utmark i den stil som varit vanlig på Vestlandet.
Fiskeri- og sjøfartsmuseet vid Sandvikveien på Årossidan är en del av Dalane folkemuseum.

## Bildgalleri

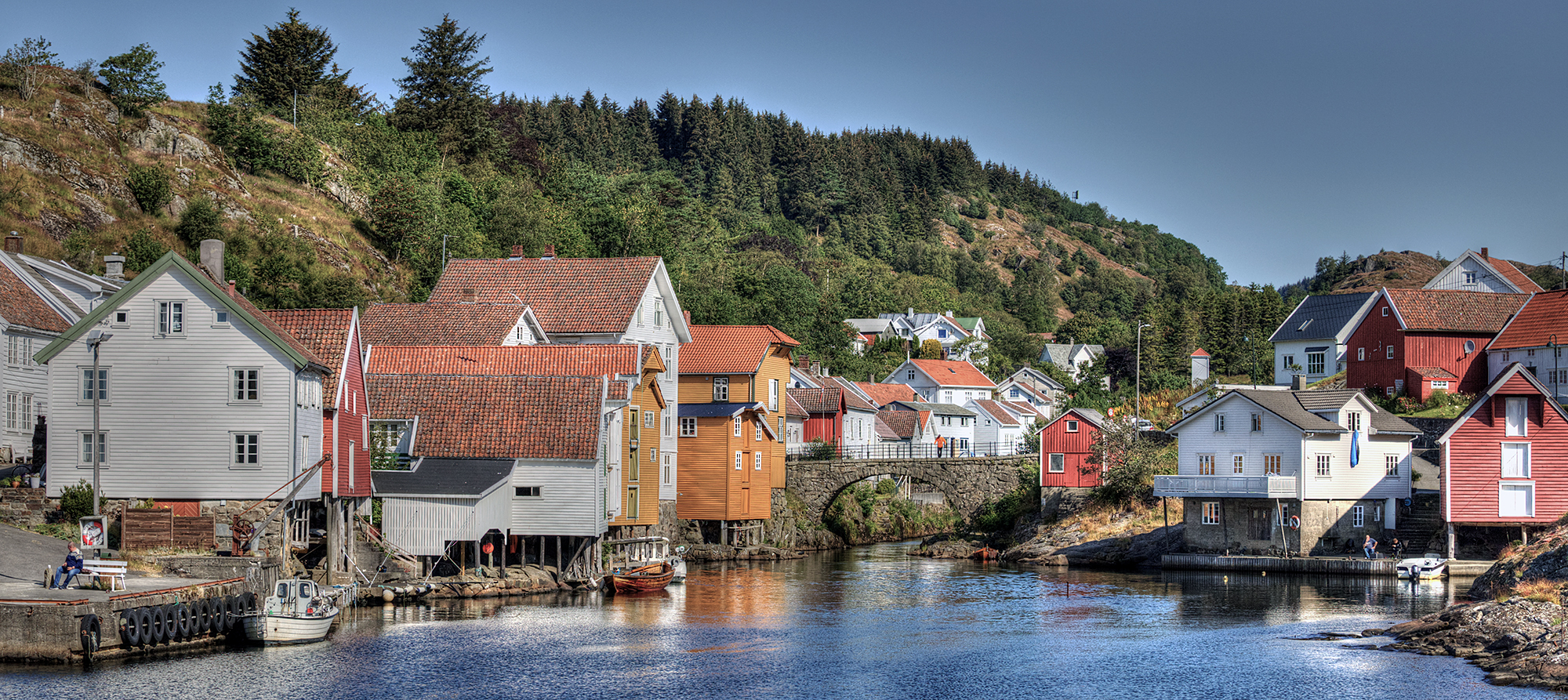
Sogndalstrand med Stranda bro.
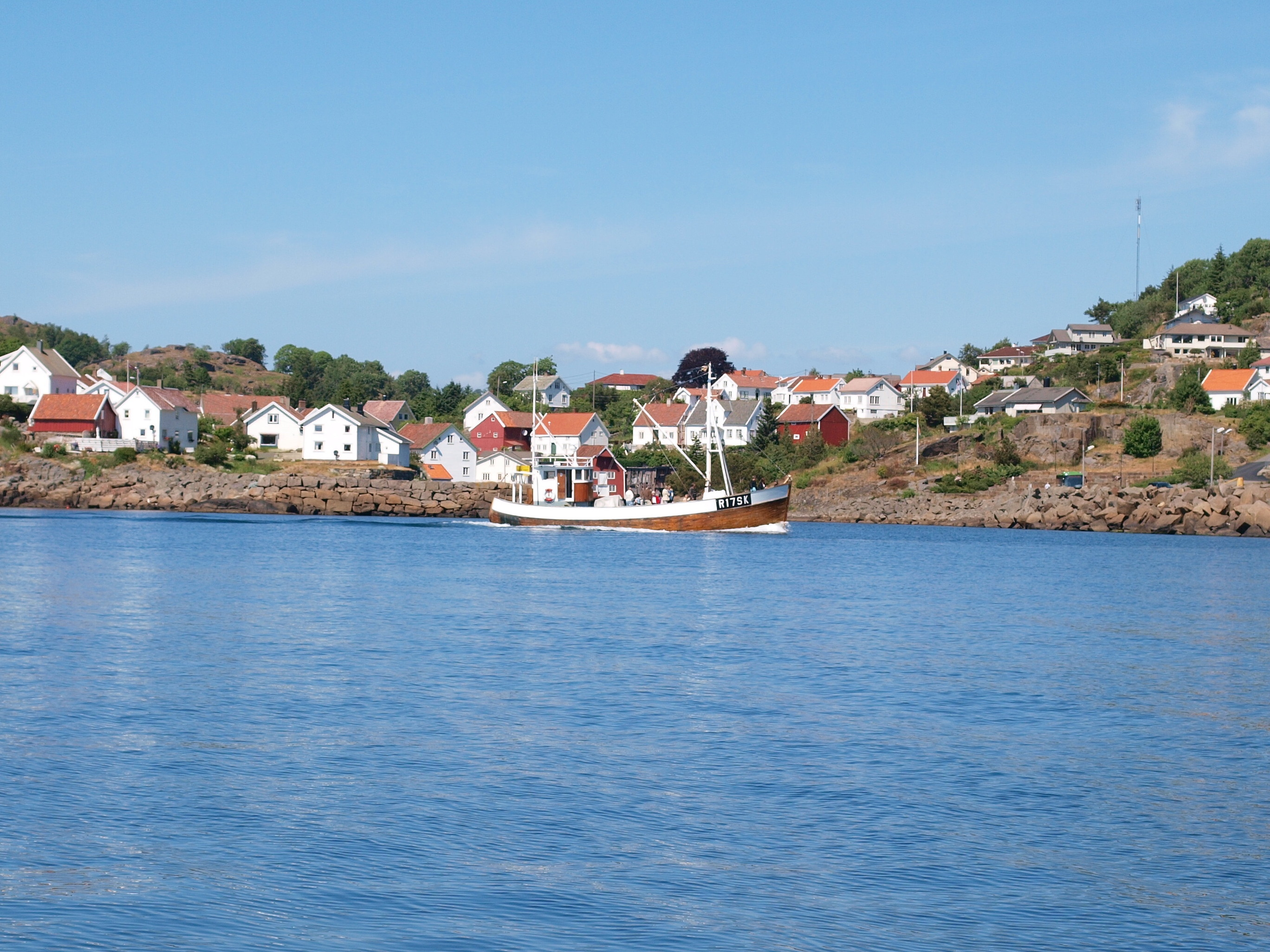
Sogndalstrand från havet.
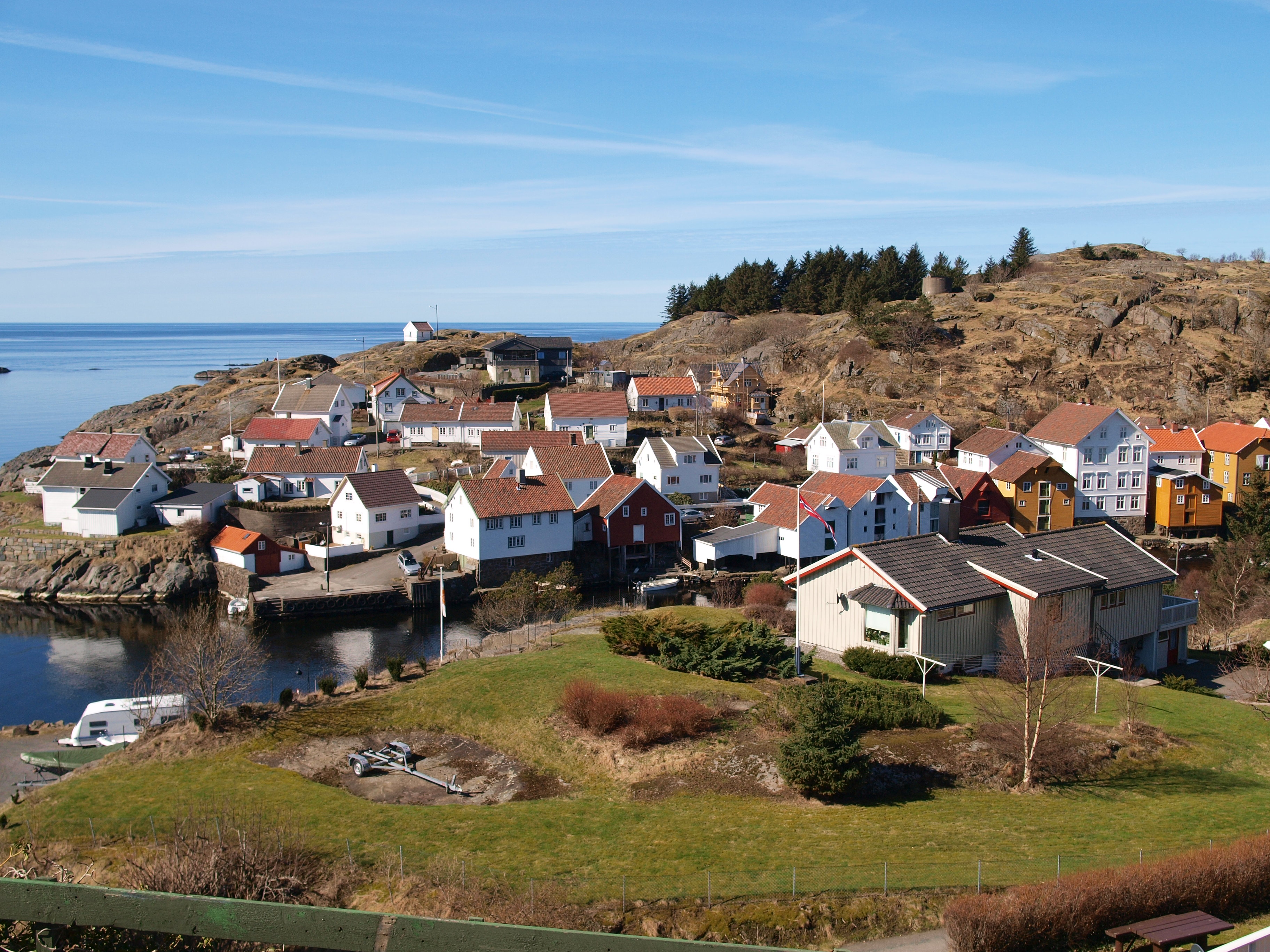
Bebyggelsen närmast havet, med den kommunala bryggan och vågbrytaren från 1939.
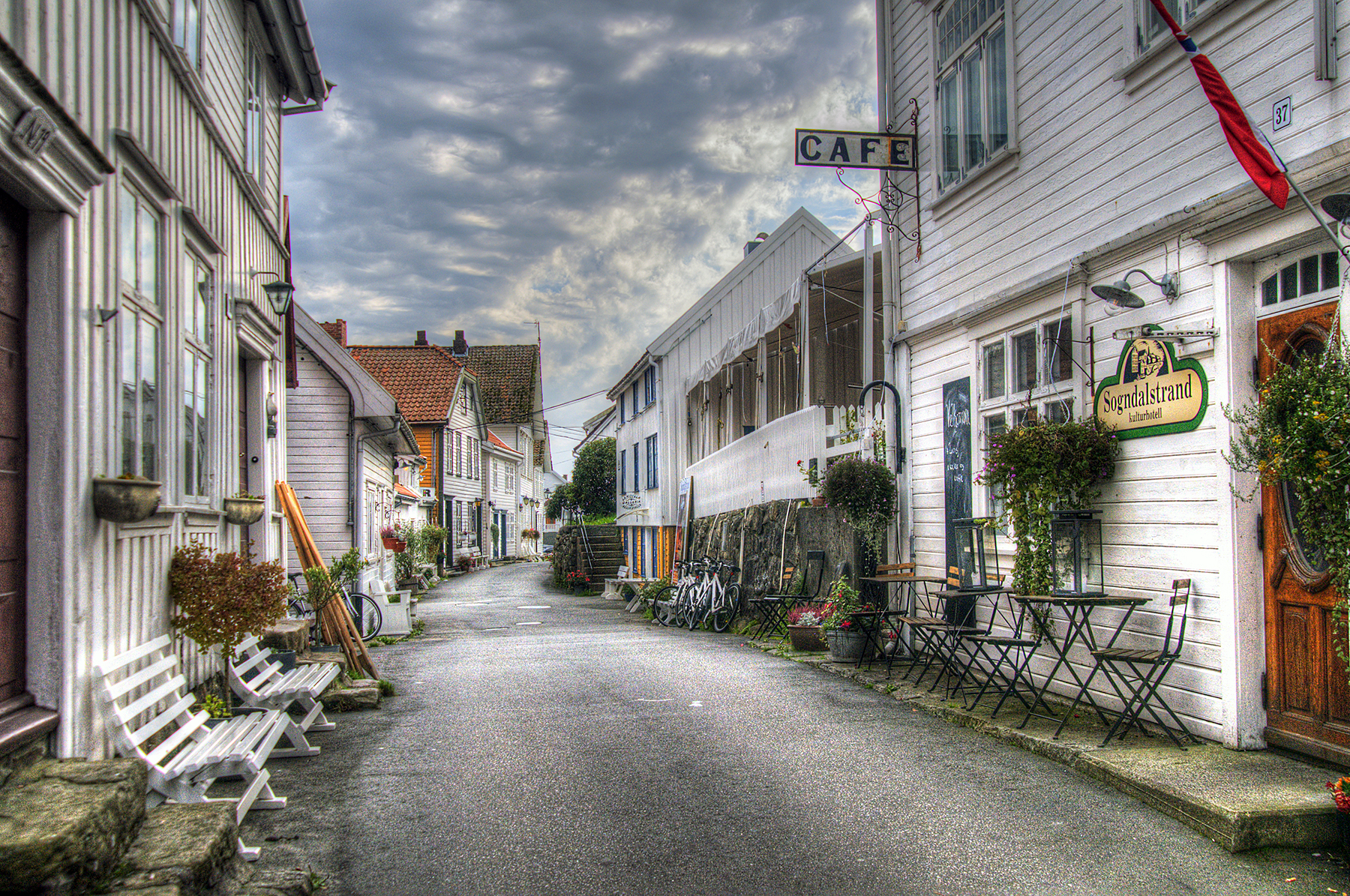
Huvudgatan med Kulturhotellet.
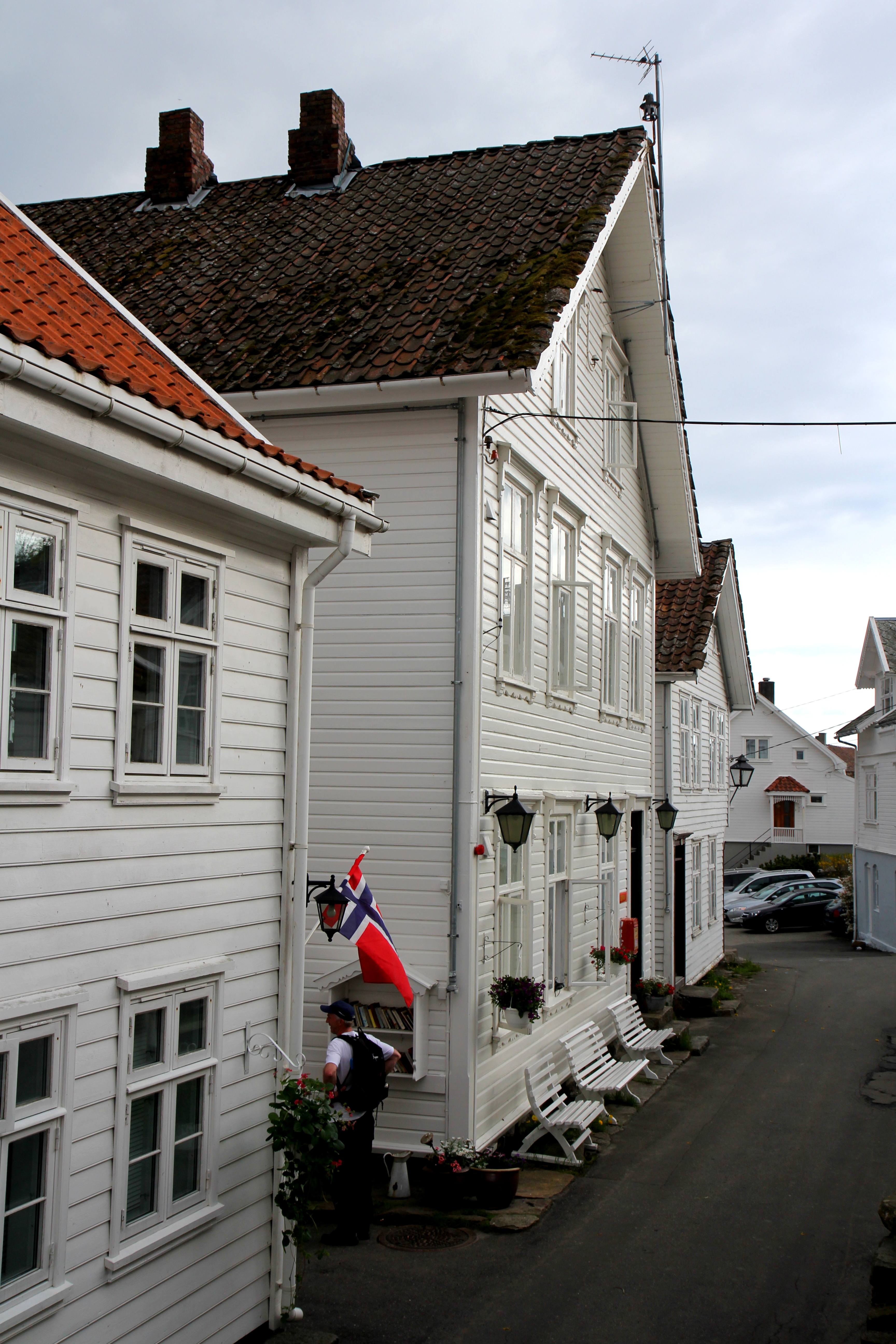
Hotell Rådhuset.
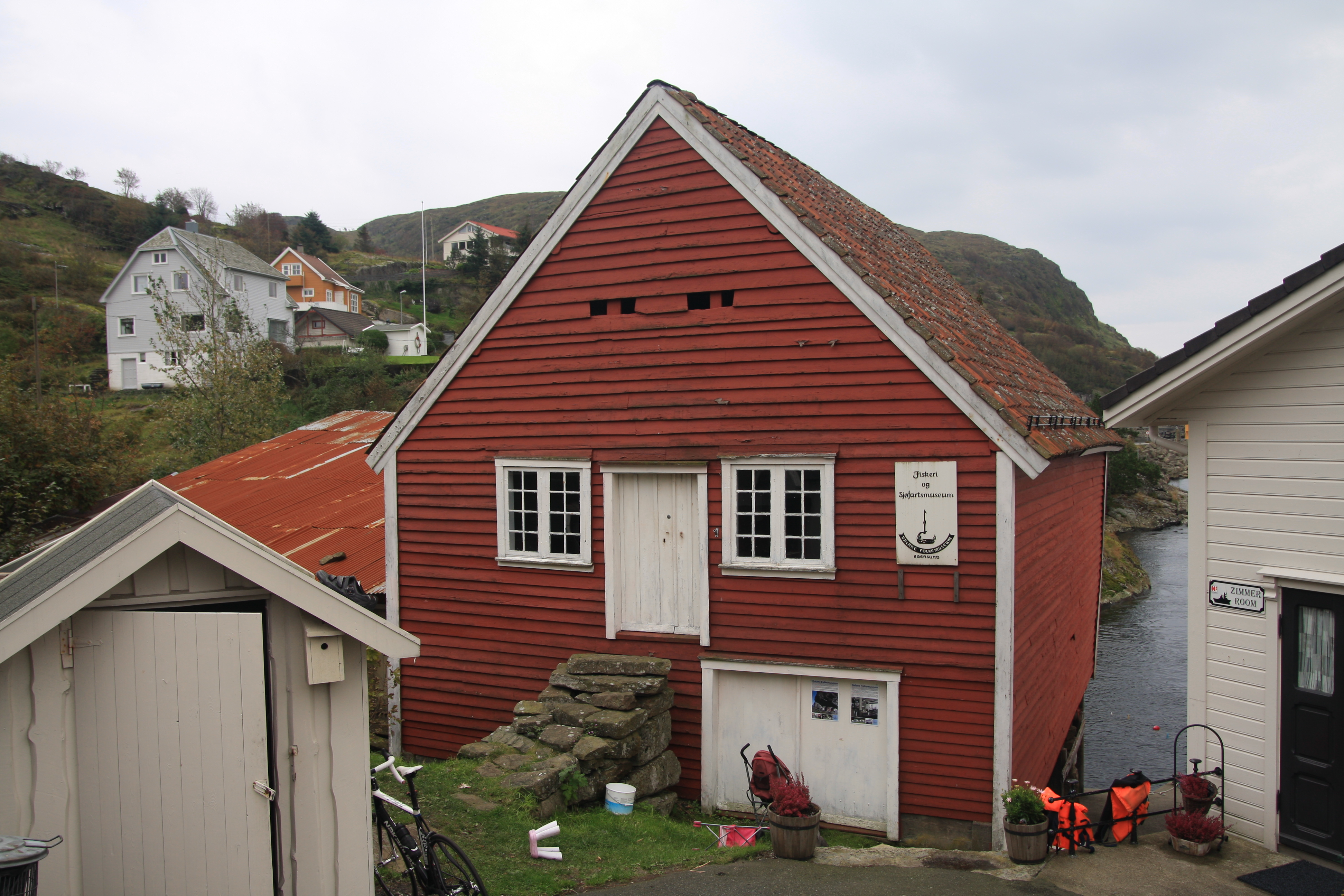
Fiskeri- och sjöfartsmuseet vid Sandvikveien på Årossidan.